# 周训典
周训典（1921年10月26日—1970年5月2日），宁波人，飞虎队成员，曾获以美国总统罗斯福的名义授予的“优异飞行十字勋章”。文革受难者。

## 生平
周训典出生于宁波市大沙泥街90号。祖父是刻字工人，父亲是裁缝。1936年从翰香小学毕业，入宁波中学学习。1937年“七七事变”，日军侵华战争爆發，8月13日，日军进攻上海，飞机在江浙一带轰炸。周訓典目睹同胞的苦難，毅然參加「寧波青年學生抗日救亡隊」。1939年12月，考上成都空軍機械學校投筆從戎，在校學習期間經歷初級班第13期以及正科班第3期的訓練。
1941年7月，空軍招收留美飛行班學員，周訓典經過嚴格的體格檢查和考試被錄取考入第十五期留美軍官學校。1941年12月，周訓典與同他一起考上的飛行學員由成都送到昆明的空軍官校并留美学习。学成后於1944年1月離開美國返回中國，周訓典和同批畢業回國的飛行員被編入美國第十四航空隊中美空軍聯隊(飛虎隊)第五大隊。亦稱:中美空軍混合團第五大隊。周訓典分在二十七中隊，成為中美空軍混合團(飛虎隊)的一名基層戰鬥機飛行人員。
至1945年8月日本無條件投降，按照規定，中美混合團第五大隊對於作戰有功人員，由中美雙方頒發勳章和獎章並進行獎勵。中美雙方鑑於周訓典的參戰次數和卓著戰績，授予他各類勳章和獎章13枚，其中有一、三等“光榮復興獎章”，一、二、三等“宣成獎章”、“彤弓獎章” 、“雄鷲獎章”、“航空獎章”和“優異飛行十字勳章”其中“優異飛行十字勳章”，是以當時美國總統羅斯福的名義授予的。這對美國的飛行員來說，也是很高的榮譽。二戰期間，中國空軍僅有12名飛行員獲得了“優異飛行十字勳章”。
抗戰勝利後，護送國民政府陸軍總司令何應欽赴南京接受日軍投降，周訓典奉命駕駛P-51型驅逐機與另外7架同型號僚機擔任警戒與掩護任務。周訓典等8名僚機飛行員與空軍第五大隊副大隊長項世端，一同被何應欽允許在旁聽席上參加見證南京受降儀式，並獲贈日軍投降戰刀和國旗。
49年后，周训典在上海参加了解放军空军，加入中國人民解放軍西北軍區空軍司令部領航處，任專機組長，負責接送西北軍區首長，架機護送過鄧小平、習仲勳、彭德懷等人。1967年，文化大革命中，他被扣上参与“阴谋驾机外逃集团”的罪名，1968年被隔离审查，1970年5月2日被迫害致死，死时49岁。据“两航”起义人员何莹的家人何婉如回忆：周训典被活活打死，加害者把他埋在田里。因是偷偷摸摸，埋得太浅，后尸体被狗拖了出来。
直到1973年，强加在周训典身上莫须有的罪名得以平反。美国政府在2007年12月4日又一次为周训典颁发了飞行十字勋章和航空奖章。

## 荣誉

### 中华民国勋章奖章
- 抗戰勝利勳章

### 美軍跨軍種通用勛獎
- 航空勋章（英语：Air Medal）
- 飞行优异十字勋章